# Antiche unità di misura del circondario di Catanzaro
Nella provincia di Catanzaro, l'unità locale di misura della superficie usata in agraria è la tomolata o tomolo o moggio.
Il valore della tomolata è variabile da comune a comune; nel capoluogo corrisponde a 33,6486 are, ossia a 3.364,86 m2
Altre misure locali correlate:
| 1 tomolata | 900 passi    |
| 1 passo    | 53,794 palmi |